# Fort Du Bus

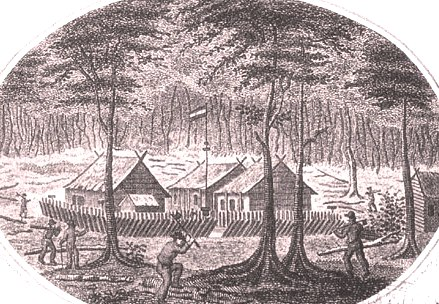
Fort Du Bus en 1828

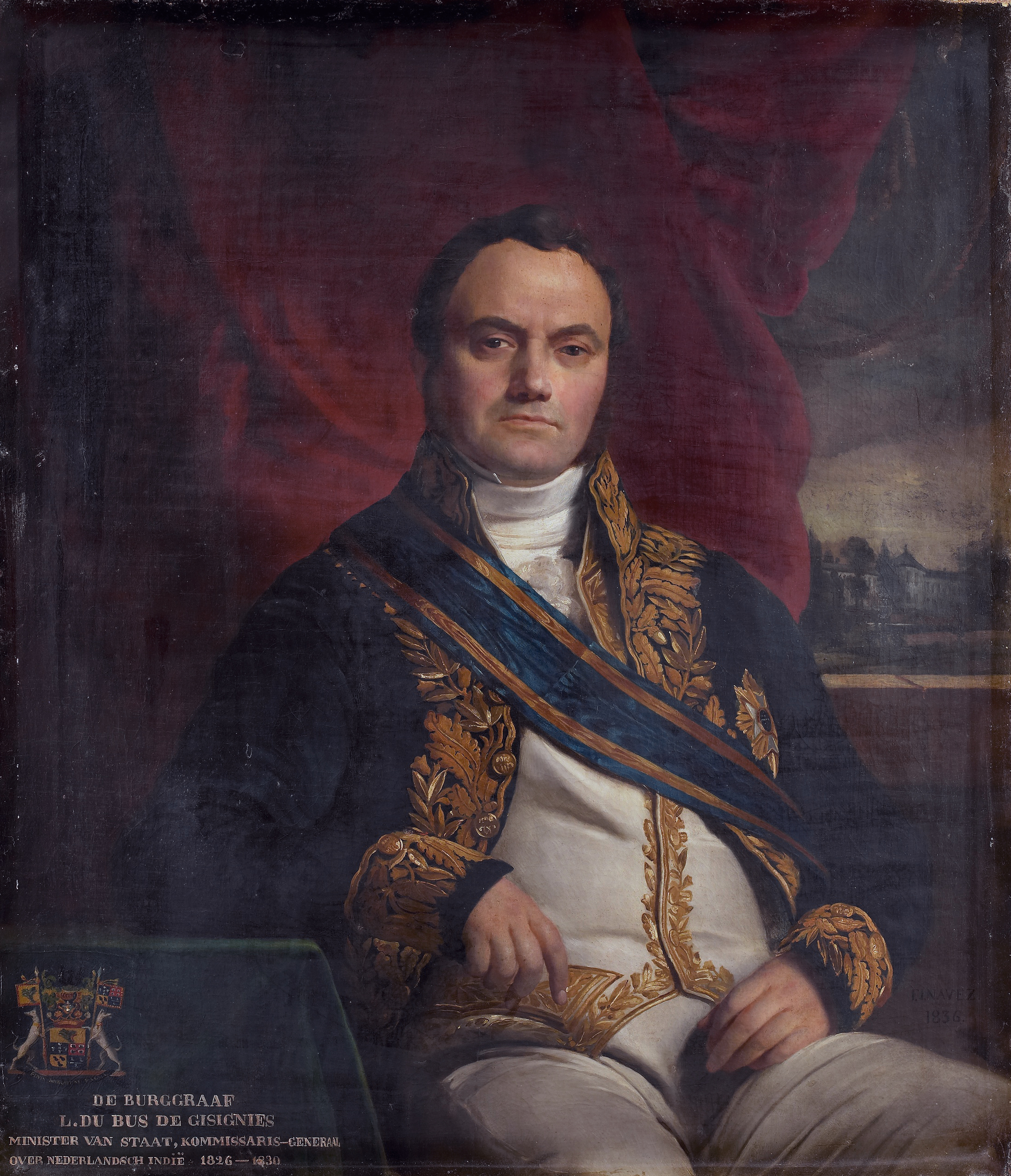
Leonard Pierre Joseph du Bus de Gisignies

Fort Du Bus fut le premier établissement néerlandais en Nouvelle-Guinée. Il fut
fondé en 1828. Il reçut le nom du gouverneur général des Indes néerlandaises de l'époque, Leonard du Bus de Gisignies.
En réalité, les Néerlandais considéraient depuis 1823 que la Nouvelle-Guinée relevait de leur souveraineté.
À la suite de l'établissement du fort, les Néerlandais signèrent des traités avec les chefs locaux : Namatote, Kasa (chef de Lokajihia), Lutu (chef de Lobo, Mewara et Sendawan). Les Néerlandais les reconnurent comme chefs de leur territoire respectif, avec comme attribut une canne à pommeau d'argent. En outre, les Néerlandais reconnurent vingt-huit chefs de second rang.
Les habitants de la colonie étaient atteints de maladies, principalement du paludisme, et l'avant-poste fut attaqué par des indigènes de Ceram et de Goram. Dans les 18 mois suivant la fondation du fort, 24 hommes moururent et, sur un total combiné de 110 colons et de la garnison survivants, 83 étaient malades. En 1835, les colons survivants furent évacués et le fort abandonné.
Les fonctionnaires coloniaux néerlandais continuent de visiter la baie de Triton de manière sporadique. En 1839, l'explorateur français Jules Dumont d'Urville visite le site et y découvre une allée de cocotiers, une citronnaie et quelques vestiges de bâtiments.